# Rinzia schollerifolia
Rinzia schollerifolia är en myrtenväxtart som först beskrevs av Johann Georg Christian Lehmann, och fick sitt nu gällande namn av Malcolm Eric Trudgen. Rinzia schollerifolia ingår i släktet Rinzia och familjen myrtenväxter. Inga underarter finns listade i Catalogue of Life.